# Тихонов, Николай Иванович (режиссёр)
Николай Иванович Тихонов (15 июня 1900, с. Ворема — 15 сентября 1965, Москва) — советский кинорежиссёр. Заслуженный деятель искусств РСФСР.

## Биография
Родился в 1900 году в селе Ворема Нижегородской губернии.
В 1927 окончил режиссерский факультет Государственного техникума кинематографии.
С 1927 года — сценарист, ассистент режиссёра, режиссёр на различных студиях. До войны как режиссёр снял пять художественных фильмов.
Наибольший интерес киноведов вызывает снятый на киностудии «Союзкино» фильм «Айна» 1930 года, первая экранизация рассказа Андрея Платонова «Песчаная учительница» по сценарию Марии Смирновой. Но сохранилась только одна из частей фильма, на 10 мин.

Для дуэта Смирновой и Тихонова эта работа в начале профессионального пути имела неожиданно долгоиграющие последствия. Смирнова двадцать лет спустя использовала близкую фабульную схему в сценарии «Воспитание чувств», ставшем основой фильма «Сельская учительница» (1948) — самого успешного проекта в ее жизни. Тихонов же решил задержаться в Туркмении, куда было перенесено действие «Песчаной учительницы», и вошел в штат «Туркменфильма», а потом стал классиком экспедиционных видовых фильмов об экзотической природе труднодоступных регионов (надо признать, что и в «Айне», судя по сохранившимся фрагментам, съемки песка ему удались лучше съемок людей).— журнал «Искусство кино», 2022 год
В годы Великой Отечественной войны работал в эвакуационном госпитале.
С 1945 года — режиссёр киностудии научно-популярных «Моснаучфильм», снимал документальные фильмы.
В 1957 году присвоено звание Заслуженного деятеля искусств РСФСР.
Умер в 1965 году в Москве, прах захоронен в колумбарии Рогожского кладбища.

## Семья
Дочь Светлана (1931—2022) — жена композитора Геннадия Гладкова.

## Фильмография
Художественные фильмы:
- 1930 — Айна
- 1931 — Терьяк
- 1935 — Семь сердец
- 1938 — Люди долины Сумбар
- 1940 — Цена жизни

Документальные фильмы:
- 1962 — Тайны минувшего (документальный)
- 1951 — От Арала до Каспия (документальный)
- 1947 — Аму-Дарья (документальный)